# باب گلایزیر
باب گلایزیر (انگلیسی: Bob Glozier؛ زادهٔ ۲۰ نوامبر ۱۹۴۸) بازیکن فوتبال اهل بریتانیا است.
از باشگاه‌هایی که در آن بازی کرده‌است می‌توان به باشگاه فوتبال ابسفلیت یونایتد اشاره کرد.